# Казахско-каракалпакские отношения
Казахско-каракалпакские отношения (XV—XVIII вв.) — экономические, хозяйственные и политические связи между двумя народами. В XV—XVI вв. каракалпаки входили в состав Ногайской Орды. Исторические данные конца XVI в. показывают, что каракалпаки жили в соседстве с казахами, населявшими окрестности г. Сыганак на Сырдарье и имели экономические связи. В начале XVII в. Бухарский хан Имамкули (1611—42) выступил в поход на берег Сырдарии, казахи и каракалпаки, объединившись, начали борьбу против него. Известно, что каракалпаки принимали участие в войнах против джунгар в составе войск казахских ханов. В период правления Тауке-хана, каракалпаки были подвластны Казахскому ханству. В «Годы великого бедствия» («Актабан шубырынды») каракалпаки вместе с казахами переселились к границе с Бухарским и Хивинским ханством. Затем каракалпаки разделились на две части — «нижние» и «верхние». Верхние каракалпаки, поднявшись вверх по течению Сырдарии, переселились в направлении Ташкента. Нижние, подчинившись Абулхайр-хану, поселились в низовьях Сырдарии. Вместе с казахами Младшего жуза в 1731 они подчинились Российской империи. В 1743 году каракалпаки отказались платить налоги и дань Абулхайр-хану. Неожиданно хан совершил набег на них, истребив порядка 300 тысяч каракалпакских кибиток (1 500 000 чел.) и угнав около 40 тыс. голов скота. После этого часть из них переселилась к «верхним» каракалпакам, остальные поселились на границе Хивинского ханства. Во второй половине XIX в. они подчинились хану Хивы и окончательно поселились в нижнем устье Сырдарии.

## В СССР и нынешнее время
В 1925-1930 годах Кара-Калпакская автономная область входила в состав Казахской АССР.   
Между Республикой Каракалпакстан и Республикой Казахстан развиваются региональные, торгово-экономические, культурные связи.

## Пункты пропуска
Порядок работы пунктов пропуска на узбекско-казахской границе регулируется соглашением от 16 ноября 2001 года и протоколами к нему.
| Место дислокации          | Наименование пунктов пропуска | Наименование пунктов пропуска | Место дислокации      | Статус          | Режим работы    | Точка пересечения границы       |                 |
| Узбекистан                | Узбекистан                    | Казахстан                     | Казахстан             | Статус          | Режим работы    | Точка пересечения границы       |                 |
| Железнодорожные           | Железнодорожные               | Железнодорожные               | Железнодорожные       | Железнодорожные | Железнодорожные | Железнодорожные                 | Железнодорожные |
| ------------------------- | ----------------------------- | ----------------------------- | --------------------- | --------------- | --------------- | ------------------------------- | --------------- |
| Республика Каракалпакстан | Каракалпакстан                | Оазис                         | Мангистауская область | Многосторонний  | Круглосуточный  | 44°52′52″ с. ш. 55°59′56″ в. д. |                 |
| Автомобильные             |                               |                               |                       |                 |                 |                                 |                 |
| Республика Каракалпакстан | Даут-Ата                      | Тажен                         | Мангистауская область | Многосторонний  | Круглосуточный  | 44°53′42″ с. ш. 55°59′56″ в. д. |                 |